# Ендофазія
Внутрішнє мовлення або ендофазія — це мислення мовчки, чути власний голос без навмисного руху будь-яких кінцівок (губ, язика чи рук). Логічно, внутрішнє мовлення стало можливим з моменту появи мови, однак це явище найбільше пов'язане з обробкою сигналів та їх виявленням в даних електроенцефалографа (ЕЕГ), а також даними, отриманими з використанням альтернативних неінвазивних пристроїв з нейрокомп'ютерним інтерфейсом (НКІ).

## Методи виявлення
Процес аналізу внутрішнього мовлення суб'єктів складається із запису мозкових хвиль, а потім, за допомогою комп'ютера для обробки даних, визначається зміст думок суб'єктів.

### Запис
Нейронні патерни суб'єкту (мозкові хвилі) можна реєструвати за допомогою НКІ-пристроїв ; даний час використовують неінвазивні пристрої, зокрема ЕЕГ, становить більший інтерес для дослідників, ніж інвазивні та частково інвазивні типи. Це пов'язано з тим, що неінвазивні типи становлять найменший ризик для здоров'я суб'єкта; Найбільший інтерес викликали ЕЕГ, оскільки вони пропонують найбільш зручний для користувача підхід, крім того, що мають набагато менш складну контрольно-вимірювальну техніку, ніж функціональна магнітно-резонансна томографія (фМРТ), ще одна часто використовувана неінвазивна НКІ.

### Обробка
Першим кроком в обробці неінвазивних даних є видалення таких артефактів, як рух очей та моргання, а також інша електроміографічна активність. Після видалення артефактів використовується низка алгоритмів для перетворення необроблених даних у мовний вміст. Обробка також має відбуватися в режимі реального часу — інформація обробляється у міру її запису, що дозволяє майже одночасно переглядати вміст, як суб'єкт уявляє його.

### Розшифровка
Імовірно, «мислення у формі звуку» поповнює слухову та мовну сфери, профілі активації яких можуть бути вилучені з ЕЕГ за умови належної обробки. Мета полягає в тому, щоб пов'язати ці сигнали із шаблоном, який представляє «те, про що людина думає». Наприклад, цей шаблон може бути часовим рядком акустичної оболонки (енергії), що відповідає звуку, якщо він вимовляється фізично. Таке лінійне відображення від ЕЕГ до стимулу є прикладом нейронного декодування .